# Auf der Straße der Unendlichkeit
Auf der Straße der Unendlichkeit ist ein Schlager des österreichischen Sängers Freddy Quinn aus dem Jahr 1975, der von Quinn komponiert und von Peter Orloff getextet und produziert wurde.

## Liedtext
Freddy Quinn erinnert daran, dass man viel zu spät erkennen würde, „wie die Zeit schnell vergeht“. „Auf der Straße der Unendlichkeit gehst du nur ein kleines Stück“. Momentan würde es weit erscheinen, doch im Rückblick würde man erkennen, dass es nur ein kleines Stück war. „Einmal stehst du vor der großen Tür, dann liegt alles plötzlich hinter dir“.

## Entstehung
Komponiert wurde das Lied von Freddy Quinn, der Text stammte von Peter Orloff. Als Originalvertrag ist die Edition Meisel GmbH eingetragen.

## Veröffentlichung
1975 wurde Auf der Straße der Unendlichkeit als B-Seite der Single Ein Mann kehrt heim im Musiklabel Polydor (Nummer: 2041 658) veröffentlicht. Das phonographische Copyright lag bei der Polydor International GmbH, die Veröffentlichung der B-Seite geschah durch die Radio-Tele-Music GmbH. Der Acetatlackschnitt die Pressung wurde von der Phonodisc GmbH durchgeführt. Produzent der Single war Peter Orloff, Arrangeur war Wilfried Grünberg. Die Veröffentlichung in Deutschland geschah unter der Rechtegesellschaft Gesellschaft für musikalische Aufführungs- und mechanische Vervielfältigungsrechte und in Österreich unter Austro Mechana
Das Lied fand sich auf dem Freddy-Quinn-Kompilationsalbum Stargala, das unter der Polydor-Nummer 2664 217 als Doppelalbum auf Schallplatte erschien. Ebenfalls erschien das Lied auf dem Doppelalbum Seine größten Erfolge, das im Musiklabel Karussell unter der Nummer 511 549-2 auf Compact Disc erschien. Ebenfalls im Label Karussell, unter der Nummer 511 551-2, erschien die Kompilation Heimweh. Hierbei war die Plattenfirma die Karussell Musik & Video GmbH und die Herstellung erfolgte durch die PolyGram Record Service GmbH; die Rechtegesellschaften waren Bureau International de l’Edition Mecanique und Stemra. Karussell Musik & Video GmbH veröffentlichte auch die Kompilation Ausgewählte Goldstücke auf Compact Disc.
Unter dem Titel Adieu Amsterdam sang Freddy Quinn das Lied 1976 auf Niederländisch im Königreich der Niederlande. Diese Version war die B-Seite der Single Ik Dans Met U Geen Tango Meer, die von Ad Kraamer geschrieben worden war. Die Single erschien im Musiklabel (Nummer: 2041 717), wurde für Red Bullet Productions produziert und durch New Dayglow, Edition Intro und Gebrüder Meisel veröffentlicht. Diese Veröffentlichung geschah unter der Rechtegesellschaft Stemra. Die niederländischen Texte stammten von Al Van Dam.